# 延伸品牌
品牌延伸 是指品牌形成之後，使用现有的品牌名称，運用品牌本身具有的影響力，將其運用到相關產品或類別中去的企業發展策略。例子: 皇馬足球隊賣運動服裝。

## 正面效果
- 正面的产品质量联系
- 促进品牌知名度和认知
- 促进尝试购买
- 最终产品获利

## 负面效果
- 负面的联系
- 各产品间不配合
- 质量感知减少
- 品牌名称受损
- 产品间的互相竞争损害效应
- 限制受损范围困难